# Cupa României 2001-2002
La Cupa României 2001-2002 è stata la 64ª edizione della coppa nazionale disputata tra il 10 ottobre 2001 e il 5 giugno 2002 e conclusa con la vittoria del Rapid Bucarest, al suo undicesimo titolo.

## Formula
La competizione si svolse ad eliminazione diretta in gara unica ad eccezione delle semifinali disputate con partite di andata e ritorno. Parteciparono le squadre delle serie inferiori e, a partire dai sedicesimi di finale, quelle della massima serie.

## Sedicesimi di finale
Gli incontri si disputarono il 10 ottobre 2001.
| Squadra 1                 | Risultato | Squadra 2             |
| ------------------------- | --------- | --------------------- |
| FC Extensiv Craiova       | 1 - 0     | FC Național București |
| Minaur Zlatna             | 2 - 0     | Petrolul Ploiești     |
| Foresta Suceava           | 0 - 2     | Astra Ploiești        |
| Politehnica Timișoara     | 1 - 3     | Rapid Bucarest        |
| CFR Cluj                  | 0 - 1     | Gloria Bistrița       |
| Petrolul Moinești         | 0 - 3     | FCM Bacău             |
| Gloria Buzău              | 0 - 2     | Argeș Pitești         |
| Bihor Oradea              | 2 - 1     | Oțelul Galați         |
| Cimentul Fieni            | 4 - 3 dr  | Universitatea Craiova |
| ARO Câmpulung-Muscel      | 1 - 3     | Ceahlăul Piatra-Neamț |
| Dinamo Poiana-Câmpina     | 0 - 2     | FC Brașov             |
| FC Sfântu-Gheorghe        | 5 - 6 dr  | UM Timișoara          |
| CSM Reșița                | 1 - 0     | Farul Constanța       |
| Electrica Constanța       | 0 - 3     | Sportul Studențesc    |
| ASA Târgu Mureș           | 0 - 2     | Steaua Bucarest       |
| Electromagnetica Bucarest | 2 - 3     | Dinamo Bucarest       |

## Ottavi di finale
Gli incontri si disputarono il 31 ottobre 2001.
| Squadra 1             | Risultato | Squadra 2           |
| --------------------- | --------- | ------------------- |
| Rapid Bucarest        | 2 - 0     | Argeș Pitești       |
| Dinamo Bucarest       | 6 - 0     | Sportul Studențesc  |
| UM Timișoara          | 0 - 4     | Astra Ploiești      |
| Minaur Zlatna         | 0 - 5     | FC Brașov           |
| CSM Reșița            | 1 - 2     | Steaua Bucarest     |
| Gloria Bistrița       | 0 - 1     | FC Extensiv Craiova |
| FCM Bacău             | 1 - 2     | Bihor Oradea        |
| Ceahlăul Piatra-Neamț | 1 - 0     | Cimentul Fieni      |

## Quarti di finale
Gli incontri si disputarono il 3 aprile 2002.
| Squadra 1           | Risultato | Squadra 2             |
| ------------------- | --------- | --------------------- |
| FC Extensiv Craiova | 3 - 4 dr  | Steaua Bucarest       |
| FC Brașov           | 2 - 3 dr  | Dinamo Bucarest       |
| Bihor Oradea        | 0 - 5     | Rapid Bucarest        |
| Astra Ploiești      | 2 - 1 gg  | Ceahlăul Piatra-Neamț |

## Semifinali
Gli incontri di andata si disputarono il 24 aprile mentre quelli di ritorno il 8 maggio 2002.
| Squadra 1       | Totale | Squadra 2       | Andata | Ritorno |
| --------------- | ------ | --------------- | ------ | ------- |
| Astra Ploiești  | 2 - 2  | Rapid Bucarest  | 2 - 2  | 0 - 0   |
| Steaua Bucarest | 1 - 4  | Dinamo Bucarest | 0 - 1  | 1 - 3   |

## Finale
La finale venne disputata il 5 giugno 2002 a Bucarest.
| Arbitro: | Cristian Balaj (Baia Mare) |

|                                         |           |                         |
| Marius Măldărășanu 74’ Daniel Pancu 85’ | Marcatori | 90+3’ Ionel Dănciulescu |